# SOUL FIGHTING
SOUL FIGHTING（ソウル・ファイティング）は、中部日本放送（CBC）とSOUL BOX畑中ボクシングジムによるプロボクシング中継の番組タイトル、或いは興行名である。

## 概略
2002年、中日本初の世界王者となった畑中清詞が会長であるSOUL BOX畑中ボクシングジムと、畑中と関係が深いCBCとのコラボレーションによる定期興行が開始された。
興行は主に名古屋国際会議場イベントホールで開催され、CBCテレビの深夜枠で放送される。
テレビ中継に関しては畑中ジムの選手（過去に杉田竜平、中野博、岡橋龍一、真教杉田、和賀寿和。近年は田中恒成、畑中建人など）が主軸となるが、畑中ジム以外でも、東海地区内のホープをフィーチャーする場合もある（大場浩平、長縄正春など）。
2015年5月30日に行われた田中恒成VSフリアン・イェドラスのWBO世界ミニマム級王座決定戦は16時からの1時間枠で生中継され、キー局であるTBSなど一部系列局でも同時ネット放送された。以降も東海地区で催される田中の世界タイトルマッチはCBCテレビ制作により土曜昼に生中継されるが、試合によっては全国28局ネットで放送される場合もある（2019年3月16日の対田口良一戦など）。なお、大阪や東京でのダブルタイトルマッチの一戦として挿入される場合は、CBC（大阪開催はMBSも）制作協力の下TBS制作の全国放送として生中継される。また、田中が出場する試合であっても、主催プロモーターによっては他局での放送・配信になる場合もある（一例として2014年10月30日に後楽園ホールで行われたOPBF東洋太平洋ミニマム級タイトルマッチの原隆二戦はフジテレビ「BOXINGフェニックスバトル」で放送）。
2021年以降は注目度の高い試合をParaviにて生配信していたが、2023年よりLocipoでのPPV配信に切り替えた。
2024年以降の田中が出場する世界タイトルマッチはAmazon Prime Video「Prime Video Boxing」にて配信されている。

## 前史（CBCテレビの中継に関して）
現役高校生にして松田ジムからプロデビューした畑中清詞にいち早く注目したCBCは、畑中に世界タイトル挑戦の機運が高まると、世界前哨戦として組まれた試合を、単発で中継放映を行うようになる。これについてはボクシングの中継枠が出来たというより、むしろ有望な選手個人を追い続けることの延長で、試合が放送されたといえる。畑中の後に続いた薬師寺保栄についても、CBCはこれと同じパターンで世界前哨戦を単発枠で中継放映した。

なお、当時のCBCは自前の解説者がいなかったため、キー局TBSの解説者であった具志堅用高が解説を務めていた。また、1987年2月に畑中が日本スーパーフライ級王座を奪取した際、TBSがガッツファイティング枠（即ち関東ローカル枠）で放映したこの試合を、本来放送のないCBCでは、後日（1987年2月28日(土) 15:00~）特別に枠を作って放映するという異例の措置を取っている。
畑中と薬師寺は共に世界王座にまで到達したが、畑中の場合、世界初挑戦（1988年9月）の際は日曜午後からという当時あまり例のない時間帯だった。おまけに畑中がローブローを喰らい、そのダメージ回復のために試合が一時ストップしたことで、放送時間内に試合が終わらないという事態が起きた。階級を上げての再挑戦（1991年2月）で畑中は世界王座を獲得するが、その際は日曜夕方で、しかもTBSはこの時に限ってネット受けをしなかった。TBSが同時刻に放映したのが「第10回東京綱引選手権」だったため、東京スポーツは「綱引選手権に負けた世界タイトルマッチ」という見出しでTBSを揶揄した記事を書いていた。そして初防衛戦（1991年6月）でようやく、平日（金曜日）ながらもゴールデンタイム・全国ネットが実現したが、この試合で畑中は王座から陥落した。
一方の薬師寺は、世界初挑戦（1993年12月）以降、日・祝日の夕方の時間帯が続いたが、対辰吉丈一郎戦（1994年12月）が日曜日のゴールデンタイム・全国ネットになったのを機に、以後の2度の防衛戦も同じく、日曜日のゴールデンタイムに中継された（なお対辰吉戦以降は、CBCラジオの方でも中継が行われた。CBCラジオがボクシング中継を製作したのは、対辰吉戦が初めてであった）。
薬師寺が世界王座から陥落し引退する前後辺りから、CBCは個人よりも松田ジム全体をサポートする体制にシフトし、それまで定めていなかった番組タイトルを「REAL FIGHT BOXING」として、数ヶ月に一度の中継を行うようになった（同じ頃、東海地区では松田ジム以外でもホープが台頭し、他局においても「Nagoya TV EXCITE BOXING」＜名古屋テレビ・緑ジム→天熊丸木ジム＞、「Dynamic Boxing」＜中京テレビ・緑ジム＞といった、ローカル放映のボクシング中継枠があった）。
畑中ジムが設立されると、CBCの「REAL FIGHT BOXING」は、松田ジムと畑中ジムの「松田ジム一門」で並立状態が続いたが、2001年、松田ジムがCBCとの契約切れを機に、30年余ボクシング中継に縁遠かった東海テレビと独自に中継契約を結ぶ。これに伴い「REAL FIGHT BOXING」は、畑中ジム単独の中継「SOUL FIGHTING」にリニューアルされることとなった。
なお松田ジムでは、東海テレビとの契約後は「スーパーファイト」と銘打ったシリーズを開催、東海テレビではノンタイトル戦と共に、石原英康が挑戦した世界タイトルマッチを中継したが、2006年辺りからテレビ中継のない状態が続いている。上記に挙げた名古屋テレビと中京テレビも、ボクシング中継に関しては休止状態となっているため、現在、東海地区ローカルのボクシング中継は事実上「SOUL FIGHTING」1本のみとなっている。

## 解説
- 飯田覚士

※ 過去には星野敬太郎、薬師寺保栄も解説を務めた。

## 実況
- 伊藤敦基
- 高田寛之
- 塩見啓一
- 宮部和裕
- 江田亮